# Porcellio pubescens
Porcellio pubescens är en kräftdjursart som beskrevs av Dollfus 1893. Porcellio pubescens ingår i släktet Porcellio och familjen Porcellionidae. Inga underarter finns listade i Catalogue of Life.